# Nyctophilus
Nyctophilus é um gênero de morcegos da família Vespertilionidae. Encontrado na Austrália, Nova Guiné, Timor e ilhas adjacentes.

## Espécies
- Nyctophilus arnhemensis Johnson, 1959
- Nyctophilus bifax Thomas, 1915
- Nyctophilus geoffroyi Leach, 1821
- Nyctophilus gouldi Tomes, 1858
- Nyctophilus heran Kitchener, How e Maharadatunkamsi, 1991
- †Nyctophilus howensis McKean, 1975
- Nyctophilus microdon Laurie e Hill, 1954
- Nyctophilus microtis Thomas, 1888
- Nyctophilus nebulosus Parnaby, 2002
- Nyctophilus timoriensis (É. Geoffroy, 1806)
- Nyctophilus walkeri Thomas, 1892